# Nanepedanus rufus
Nanepedanus rufus is een hooiwagen uit de familie Epedanidae.